# Gentium

Exempel på typsnittet Gentium

Gentium (Latin: för nationerna) är ett öppet Unicode-serifftypsnitt ritat av Victor Gaultney och frisläppt under SIL Open Font License, vilket tillåter modifieringar och redistribution.
Gentium definierar ungefär 4 500 glyfer som täcker nästan alla tecken i det latinska alfabetet som används runt om i världen samt många andra.